# لوبيز ماريا اراسلي
لوبيز ماريا اراسلي ممثلة سيانجية (28 ديسمبر 1999-31 يناير 2020) بدء بداية مشوار فني عام 2013.

## أعماله
| سنة  | الاسم                                 | مخرج       | تمثيل                     |
| ---- | ------------------------------------- | ---------- | ------------------------- |
| 2013 | جورج موردن                            | مايكل جونز | كلارنس - بلوسوم           |
| 2014 | جيسون برو 32                          | مايكل جونز | بن تينيسون - جايك الكلب   |
| 2016 | برو جيمس                              | مايكل جونز | مستر لوجيك - ستارفاير     |
| 2017 | الياسيس سيتي اوف سيمبسون انتا سيمبسون | مايكل جونز | روبن - سايبورغ - بيست بوي |
| 2018 | كوين                                  | مايكل جونز | روبن - سبونج بوب          |

| سنة  | الاسم                       | مقدم                            | فئة   |
| ---- | --------------------------- | ------------------------------- | ----- |
| 2012 | ايدول ستار                  | ريتشارد واترسون                 | ممثلة |
| 2017 | 2 دردشات تاغ                | غامبول واترسون - بيني فيستجرالد | ممثة  |
| 2020 | لوبيز ماريا اراسليمن قتل هو | كلارنس - باتركب                 | توفي  |

| سنة  | الاسم      | مخرج       | تمثيل                           |
| ---- | ---------- | ---------- | ------------------------------- |
| 2014 | اوف جايم 1 | مايكل جونز | غامبول وانرسون - بيني فيستجرالد |
| 2016 | اوف جايم 2 | مايكل جونز | غامبول وانرسون - بيني فيستجرالد |
| 2018 | اوف جايم 3 | مايكل جونز | غامبول وانرسون - بيني فيستجرالد |